# Palmettopalme
Die Palmettopalme (Sabal palmetto) ist eine großwüchsige Palmenart aus der Gattung Sabal, deren natürliches Verbreitungsgebiet in Florida, an der Atlantikküste von Georgia, South Carolina und des südlichen North Carolina liegt. Außerdem kommt sie im westlichen Kuba und mit der Ausnahme von Grand Bahama, Abaco und South Andros auf den Bahamas vor.

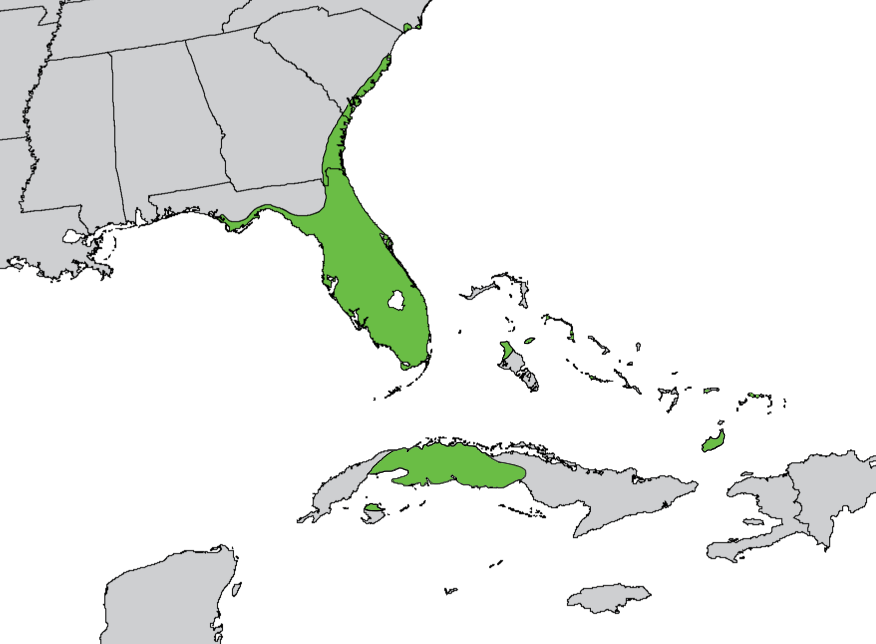
Ursprüngliches Verbreitungsgebiet

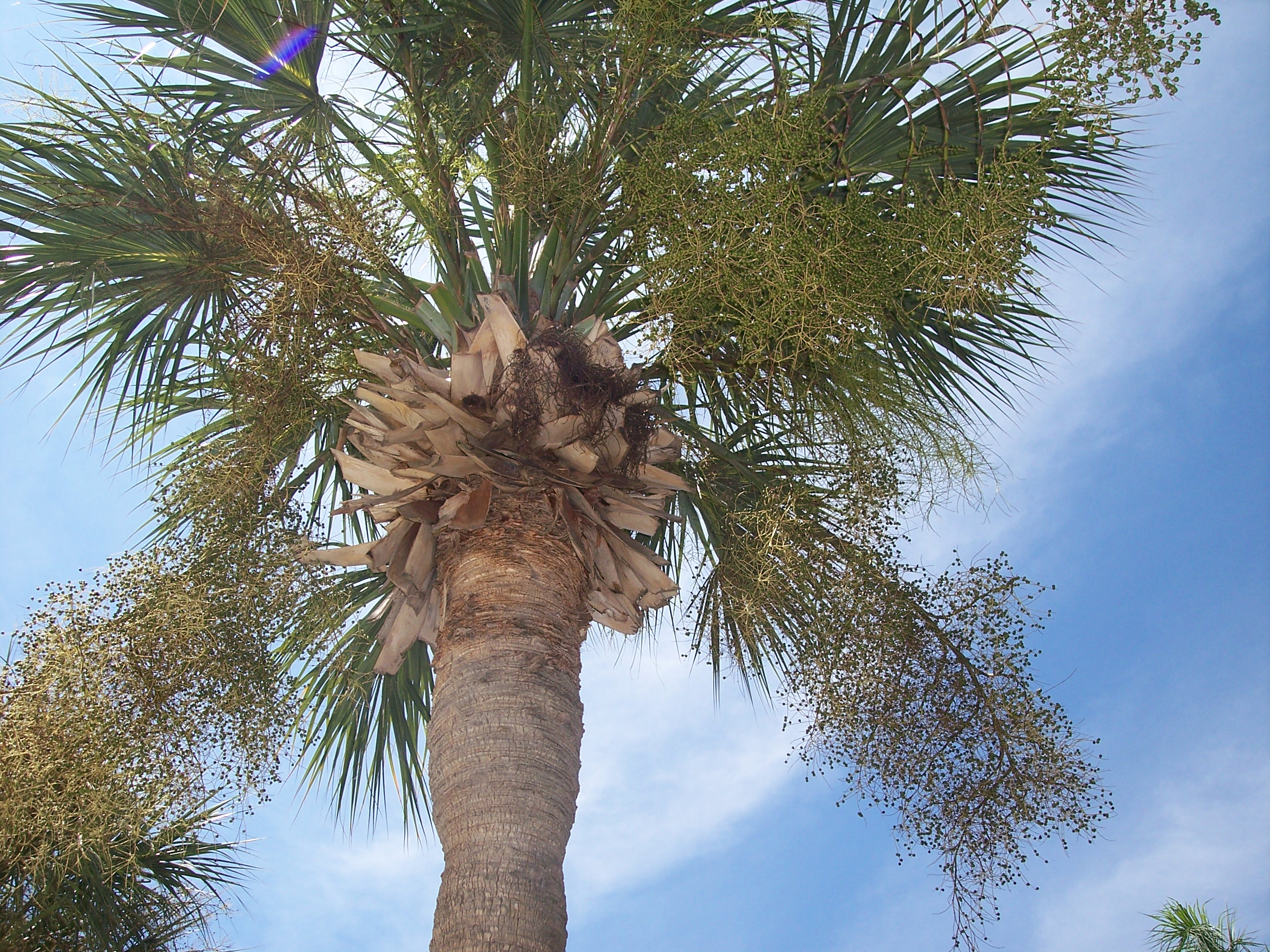
Sabal palmetto fruchtend

## Merkmale
Die Palmettopalme wird bis zu 20 Meter hoch und hat einen schlanken Solitärstamm von grauer Farbe, der einen Durchmesser von 35 Zentimeter erreichen kann. Der Stamm ist oft dicht in alte Blattbasen gehüllt. Ihre Blätter sind fächerförmig und costapalmat, das heißt, dass bei ihnen eine deutlich ausgeprägte Mittelrippe eine Strecke weit in die Blattspreite hineinreicht. Die Blattsegmente sind tief eingekerbt und nur auf dem ersten Drittel ihrer Länge miteinander verbunden. Von ihren Spitzen hängen Fäden herab. Der buschige, dicht verzweigte Blütenstand wird etwa so lang wie die Blätter und bildet zwittrige, weiße bis cremefarbene Blüten, aus denen schwarze Rundfrüchte entstehen, die einen Durchmesser von 8 bis 14 mm erreichen.

## Lebensraum
Die Palmettopalme hat eine hohe Salztoleranz und wächst vor allem küstennah auf Dünen, an Flussufern, in Sümpfen, in Marschen, auf Kuba auch in savannenähnlicher Umgebung. Sie toleriert Überflutungen, auch von brackigem Wasser.

## Taxonomie
Die Palmettopalme wurde 1788 von Thomas Walter in Flora Caroliniana Seite 119 als Corypha palmetto erstbeschrieben. Die Art wurde 1830 von Julius Hermann Schultes in Roemer und Schultes: Systema vegetabilium, ed. 15 bis, Band 7 Teil 2, Seite 1487 als Sabal palmetto (Walter) Lodd. ex Schult. f. in die Gattung Sabal gestellt. Schultes übernahm den Namen von  Conrad Loddiges. Synonyme von Sabal palmetto (Walter) Lodd. ex Schult. f. sind Sabal parviflora Becc. und Sabal schwarzii (O.F.Cook) Becc.

## Nutzung

Flagge von South Carolina: die Palmettopalme wird auf Fort Moultrie bezogen

Palmettopalmen werden in den südöstlichen USA oft als Alleepalmen oder als Gartenpflanzen angepflanzt. Sie werden vor allem aus natürlichen Beständen entnommen, sind dadurch aber nicht gefährdet, da sie ein hohes Vermehrungspotential haben. 
In der Vergangenheit nutzten die Indianer des südöstlichen Nordamerikas sie vielfältig. Ihre Blätter wurden zu Körben und Hüten geflochten oder es wurden Seile und Säcke aus den Blattfasern hergestellt. Die frischen Früchte wurden gegessen, ihr Saft ausgepresst. Er diente zur Linderung von Bronchialkrankheiten und galt als Aphrodisiakum. Ein aus den Wurzeln gepresster Saft half gegen Bluthochdruck.
Die erste Befestigung von Fort Moultrie nahe Charleston wurde mittels Palmettostämmen errichtet, die sich wegen ihrer Federwirkung gegen Artilleriebeschuss bewährten. Wegen dieser Bewährung wurde die Palmettopalme 1861 in die Flagge South Carolinas aufgenommen.